# Nadim Sabagh
Nadim Sabagh (arab جهاد باعور; ur. 4 sierpnia 1985 w Latakii) – syryjski piłkarz, grający na pozycji obrońcy w klubie Tishreen.

## Kariera klubowa
Nadim Sabagh rozpoczął swoją zawodową karierę w 2005 roku w klubie Tishreen Latakia. Od 2007 roku jest zawodnikiem Al-Jaish Damaszek. Z Al-Jaish zdobył mistrzostwo Syrii w 2010. W 2012 roku przeszedł do irackiego Erbil SC, z którym w 2012 wywalczył mistrzostwo kraju. W sezonie 2015/2016 grał w Naft Al-Wasat SC. Z kolei w latach 2017-2018 występował w Al-Zawraa. W 2017 zdobył z nim Puchar Iraku. W 2018 wrócił do Tishreen.

## Kariera reprezentacyjna
W reprezentacji Syrii Sabagh zadebiutował 14 listopada 2010 w wygranym 2:0 towarzyskim meczu z Bahrajnem. W 2011 został powołany na Puchar Azji 2011, a w 2019 na Puchar Azji 2019.